# Белое-Бардуковское
Белое-Бардуковское — озеро в Мишеронском городском поселении Шатурского района Московской области, в 1 км к югу от села Власово.

## Физико-географическая характеристика
Происхождение озера ледниковое, но возможны также и карстовые процессы. Котловина имеет воронкообразную форму.
Площадь — 0,29 км² (29 га), длина — около 618 м, ширина — около 618 м. Для озера характерны приподнятые, холмистые берега.
Глубина — 7,3-21,3 м, максимальная глубина достигает 21,3. Дно песчаное, покрыто небольшим слоем ила. Вода светло-коричневая, прозрачная.
Берега озера покрыты сосново-берёзовым лесом. Среди водной растительности распространены тростник, осока, элодея, рдесты; встречаются: камыш, стрелолист, кубышка малая, кувшинка белоснежная, ряска, хвощ, водокрас лягушачий, частуха подорожниковая, земноводная гречиха, реже — рогоз, зелёные водоросли, канадский рис. В озере произрастает полушник озёрный, занесённый в Красные книги России и Московской области. В озере обитают щука, карась, окунь, плотва, язь, лещ, линь, верховка и другие рыбы, а также раки. В окрестностях озера обитает муравьиный лев, занесённый в Красную книгу Московской области.
Озеро имеет рекреационное и научное значение.

## Пляжный волейбол
На площадках возле Белого озера проводятся соревнования по пляжному волейболу среди мужских, женских и смешанных пар. В 2013 году состязания приобрели официальный статус — открытый «Кубок Мещёры», проводящийся в 12 туров.